# Obrona (koszykówka)

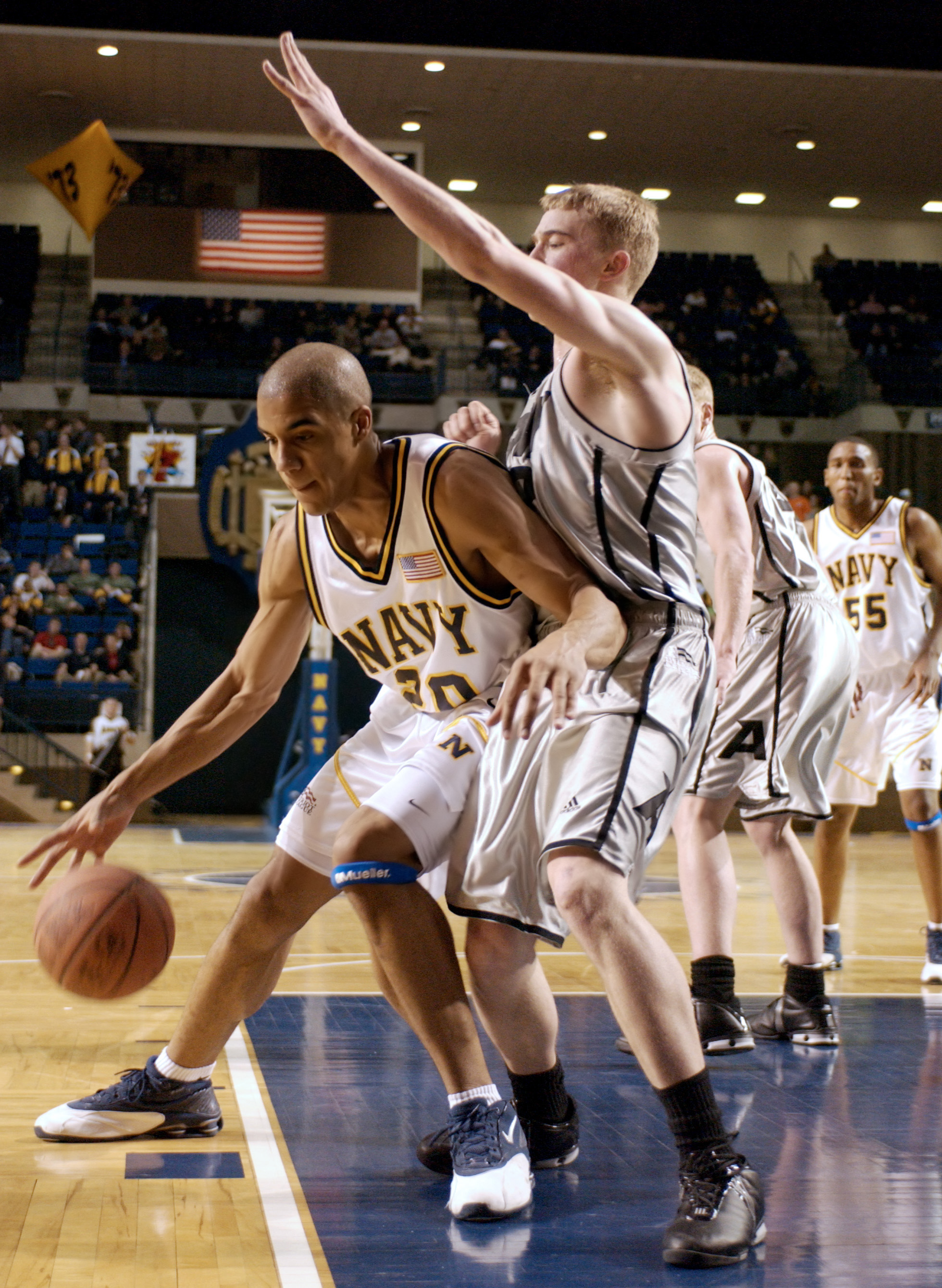

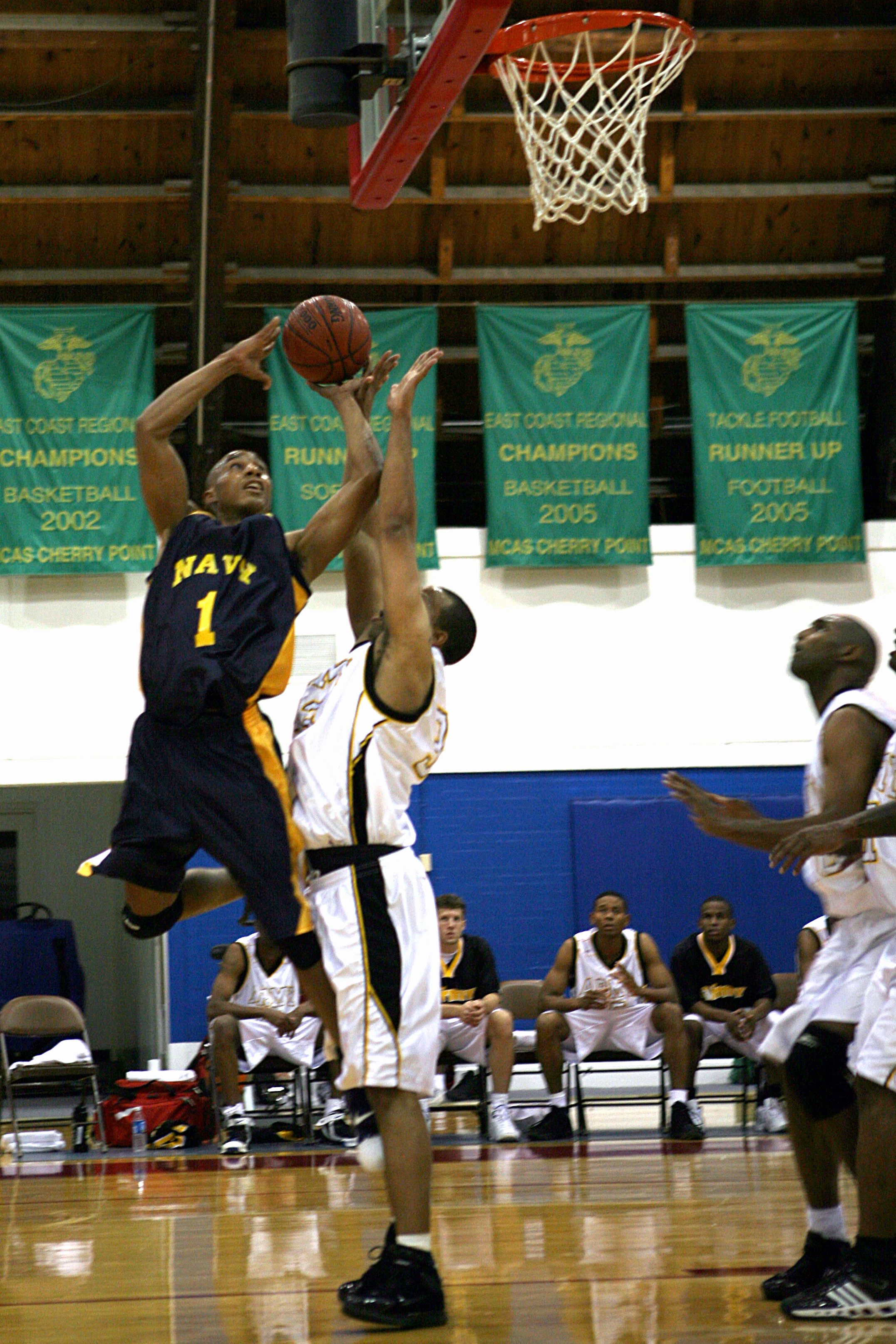

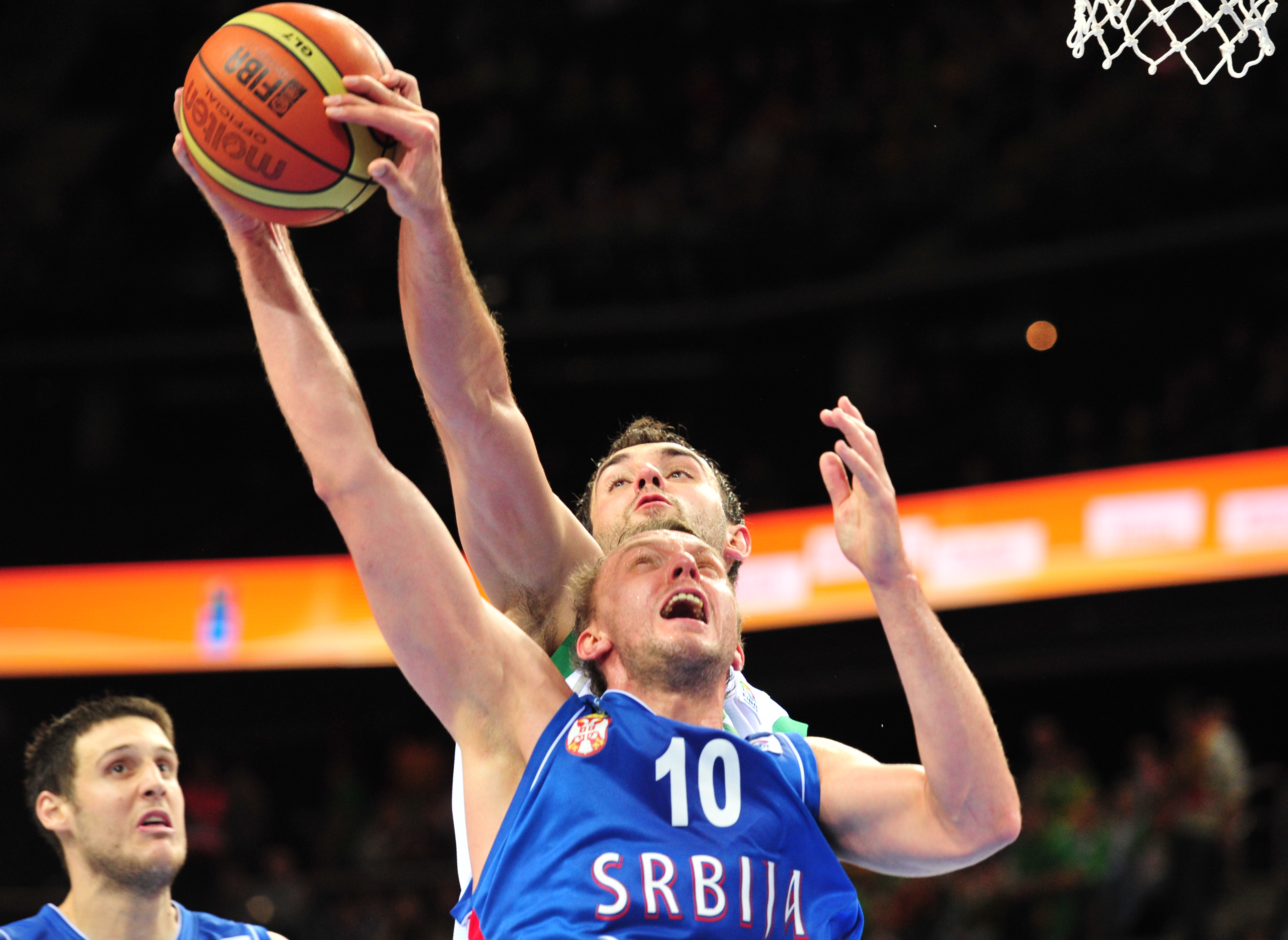

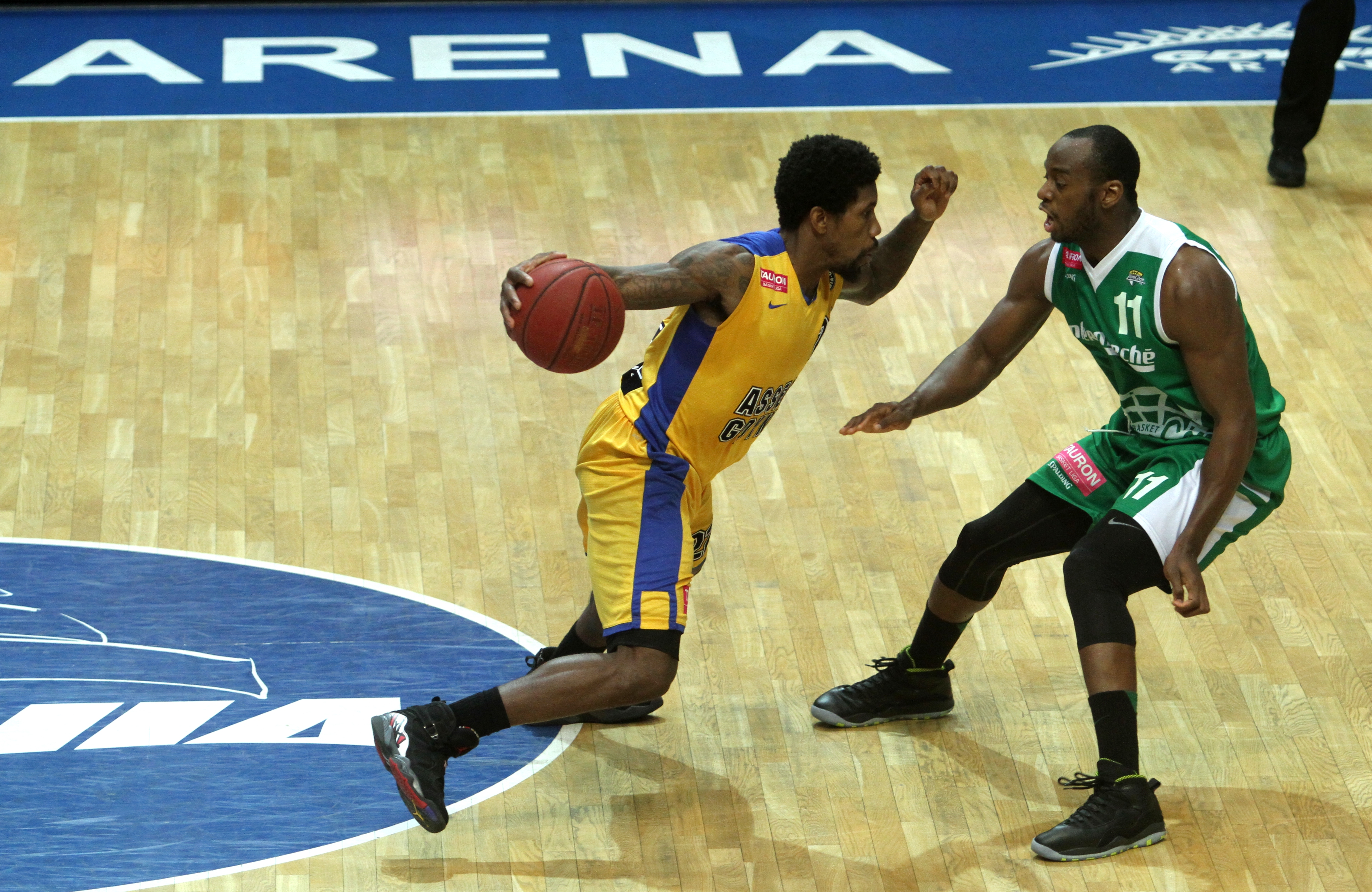

Obrona (potocznie: krycie, obstawianie) – w koszykówce działania zawodników jednej drużyny mające na celu uniemożliwienie zdobycia kosza drużynie przeciwnej i odebranie im piłki, by móc przeprowadzić akcję ofensywną.

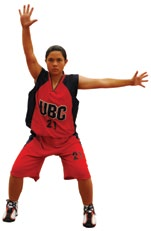
Właściwa pozycja obronna

## Pozycja obronna
Za najpoprawniejszą postawę obrońcy uznaje się ustawienie przodem do przeciwnika, a tyłem do kosza. Nogi powinny być ugięte w kolanach, natomiast plecy wyprostowane. Ręce powinny znajdować się w górze, tak by sędzia mógł je widzieć. W obronie zawodnik porusza się krokiem „odstawno-dostawnym”, pamiętając, że najpierw odstawia nogę, a dopiero potem dostawia do niej drugą. Jedną stopę może obrócić palcami w kierunku w którym się porusza. Wtedy ta noga nazywana jest „nogą kierunkową”. Ta sama ręka, co „noga kierunkowa” może być opuszczona nieco niżej – nazywana jest „ręką kierunkową”. Przyjęcie takiej postawy umożliwia znacznie szybsze ruchy w obronie i umożliwia szybsze reakcje na ruchy przeciwnika, utrudniając mu przedarcie się przez obronę.

## Pole obrony
Pole obrony – to w koszykówce nazwa obszaru połowy boiska drużyny broniącej ograniczonego liniami autu i linią połowy boiska, wraz z koszem.

## Obrona „każdy swego”
Obrona każdy swego (ang. Man-to-man defense) – jeden z typów obrony w koszykówce, który polega na kryciu tylko jednego zawodnika. Każdy gracz będący w obronie musi pilnować (kryć, bronić) tylko jednego, cały czas tego samego, zawodnika drużyny przeciwnej. Każda drużyna dobiera indywidualnie krycie swoich zawodników, dlatego możliwe jest, że zawodnik jednej drużyny kryje innego zawodnika drużyny przeciwnej, niż ten przez którego on sam jest kryty. Zawodnik może odejść od krycia swojego wyznaczonego przeciwnika, którego ma bronić, w sytuacji gdy następuje tzw. „przekazanie”, lub pomoc w obronie.

### Krycie presingiem i od połowy boiska

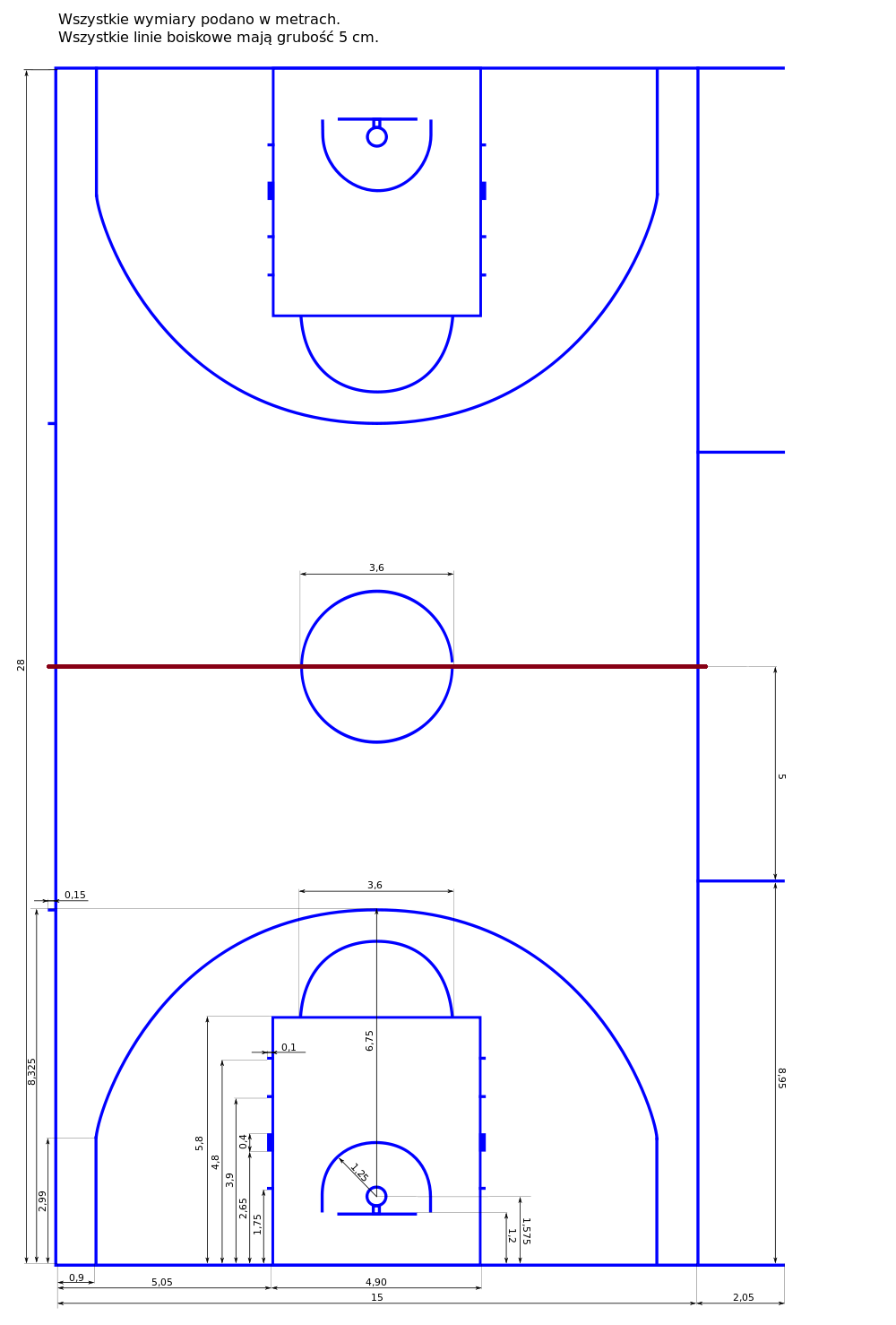
Linia połowy boiska

Obrona „każdy swego” może zostać zastosowana w dwóch formach:
- presingu
- obrony od połowy boiska.

Presing – jest to krycie indywidualne na całym boisku. Polega na jak najdokładniejszym kryciu przeciwnika, na pograniczu faula, tak by wszyscy przeciwnicy byli dokładnie kryci i „odcięci”. Obrona w presingu wywołuje dużą presję i nacisk na przeciwnika, co bardzo utrudnia mu grę i szybko męczy go kondycyjnie. Często przeciwnik kryty presingiem ma problem, by wyprowadzić piłkę na połowę przeciwnika, przez co dochodzi do przechwytów lub błędów 8 sekund. Również częstym błędem przeciwnika podczas krytego presingiem jest błąd 5 sekund. Dłuższa obrona presingiem wymaga od drużyny broniącej bardzo dobrej kondycji.
Obrona od połowy boiska – polega na kryciu tylko tych zawodników drużyny przeciwnej, którzy w danym momencie znajdują się na połowie drużyny broniącej – ta połowa boiska nazywana jest polem obrony. Umożliwia to przeciwnikowi swobodne wyprowadzenie piłki za linię połowy boiska, przez co nie popełnią błędu 8 sekund. Ten rodzaj obrony daje początkowo większą swobodę przeciwnikowi, ale pozwala się skupić na dokładniejszym kryciu zawodników pod koszem, a także jest to rodzaj obrony powodującej mniejsze zmęczenie broniących, co daje im siłę na dłuższą i skuteczniejszą obronę.

### Krycie luźne i krótkie w obronie pod własnym koszem
W obronie „każdy swego” można wyróżnić dwie postawy w obronie:
- krycie „luźne”
- krycie „krótkie”.

Stwierdzenie, że obrona „każdy swego” polega na kryciu tylko jednego zawodnika, jest dużym uproszczeniem, gdyż w zależności od sytuacji można przekazać krycie . 

Krycie krótkie – jest to takie ustawienie w obronie, iż obrońca stoi przodem do przeciwnika, a tyłem do kosza, kryjąc go dokładnie. W kryciu krótkim zawodnik odpowiada tylko za jednego przeciwnika, a pozycja jaką zajmuje utrudnia przeciwnikowi otrzymanie podania.

Krycie luźne – polega na takim kryciu, że obrońca nie stoi bezpośrednio przy zawodniku, lecz przodem w kierunku linii środkowej boiska, z nogami głęboko ugiętymi w kolanach i rękami szeroko rozłożonymi na boki z jedna nogą pozostawioną w trumnie. Ma to miejsce wtedy gdy zawodnik przeciwnej drużyny będący w posiadaniu piłki znajduje się po przeciwnej stronie trumny. Umożliwia to szybki doskok do przeciwnika, a także dokładną obserwację sytuacji na boisku. Nie jest wtedy odpowiedzialny tylko za krycie swojego przeciwnika, lecz również za przejmowanie obrony osób zbliżających się do niego.

### Pomoc w obronie

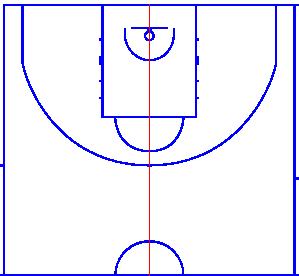
Na czerwono zaznaczona jest wyimaginowana „linia pomocy” wyznaczająca „stronę piłki” („mocną”) i „stronę pomocy” („słaba”)

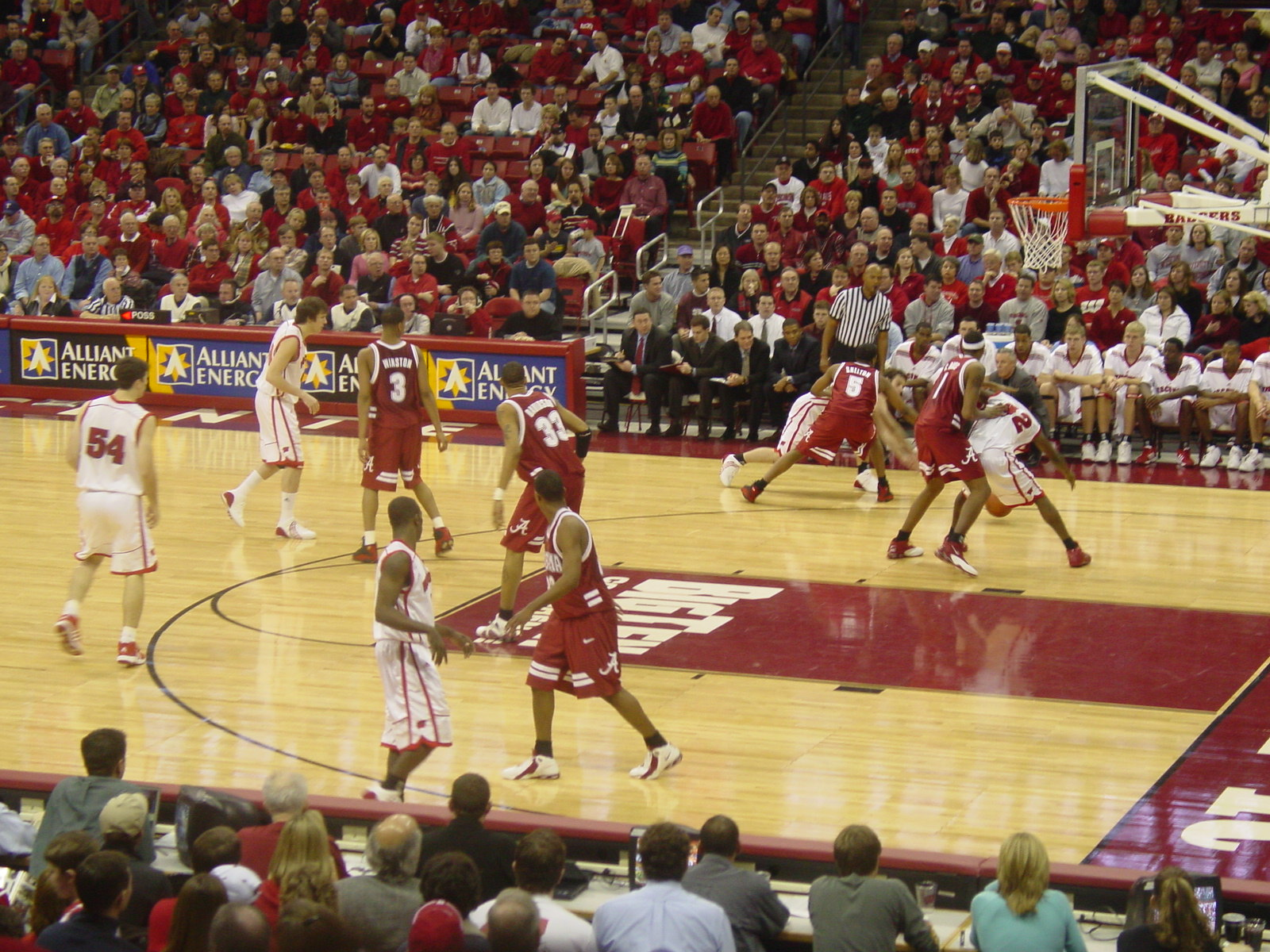
Zawodnik czerwony 33 stoi na linii pomocy w pozycji otwartej, przez co nie kryje zawodnika białego 54

Pomoc w obronie – to w koszykówce pojęcie oznaczające specyficzny rodzaj przekazywania krycia, opierający się na płynnym przechodzeniu z pozycji otwartej do zamkniętej (i na odwrót), w zależności od położenia piłki względem wyimaginowanej linii pomocy (patrz: zdjęcie obok).
Linia pomocy dzieli boisko na dwie części:
- „stronę piłki” (inaczej: „stronę mocnąx) – na niej znajduje się przeciwnik z piłką
- „stronę pomocy” (inaczej: „stronę słabą”) – na niej są przeciwnicy bez piłki.

Obrońcy znajdujący się na stronie mocnej odcinają przeciwników bez piłek, stojąc bardzo blisko nich w pozycji zamkniętej, a zawodnik z piłką jest dokładnie kryty. W tym samym czasie obrońcy znajdujący się na stronie słabej odchodzą od przeciwników, których kryją, przyjmując pozycję otwartą stojąc na linii pomocy i dokładnie obserwując zarówno zawodnika, którego mieli kryć i pozostałych zawodników. Jeżeli któryś z zawodników ze strony mocnej wyminie swojego obrońcę, to zawodnik stojący na linii pomocy może go natychmiast przejąć. 

Gdy piłka zostanie przeniesiona na drugą stronę, strony piłki i pomocy zamieniają się miejscami, a zawodnicy z linii pomocy doskakują do swoich przeciwników kryjąc ich w pozycji zamkniętej, a obrońcy dotychczas "odcinający" przeciwników, otwierają swoją pozycję i stają na linii pomocy.

### „Odcinanie”
Odcinanie – to specyficzny rodzaj krycia zamkniętego, polegający na takim kryciu przeciwnika bez piłki, aby nie mógł jej otrzymać. Należy stać przodem do zawodnika, a tyłem do kosza. Przed przeciwnika należy wyciągnąć jedną rękę, odwracając dłoń wewnętrzną stroną na zewnątrz, a także stanąć stabilnie przed nim jedną nogą. W ten sposób najlepiej rzucający zawodnicy nie mogą otrzymać piłki i stają się bezużyteczni na boisku.
Jeżeli przeciwnik chciałby podać piłkę do „odciętego” zawodnika, obrońca ma dwie możliwości:
- wybić piłkę wystawioną ręką
- przełożyć drugą nogę przed zawodnika i złapać lecącą piłkę

### Przekazywanie krycia
Przekazywanie krycia – jest to zmiana przeciwników, których się broni. Przekazanie zachodzi zazwyczaj, gdy jeden z obrońców zostaje minięty przez atakującego i nie ma szans, by go dogonić. Wtedy najbliższy zawodnik rozpoczyna kryć tego atakującego, a przeciwnik, którego krył dotychczas, zostaje natychmiast przejęty przez miniętego obrońcę.

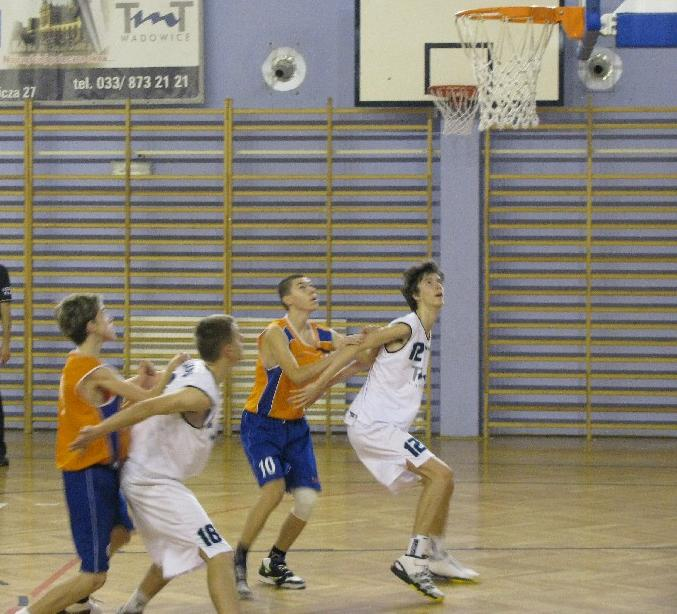
Przykład zastawienia podczas rzutów wolnych

### Zastawianie
Zastawianie – jest takim ustawieniem zawodnika obrony, które uniemożliwia poruszanie się zawodnika ataku w kierunku w którym chce się przemieszczać. Występuje zazwyczaj w momencie gdy inny zawodnik drużyny wykonuje rzut do kosza z gry, lub ostatni rzut wolny „z grą”. Zazwyczaj jest to ustawienie tyłem do zawodnika ataku i wystawienie rąk za siebie w celu lekkiego przytrzymania przeciwnika nie wykraczając poza przepisy.

## Obrona strefowa
Obrona strefowa (ang. zone defense) – sposób obrony w koszykówce, kiedy każdy z zawodników drużyny będącej w obronie odpowiada za pewną wcześniej wyznaczoną przez trenera lub kapitana drużyny strefę, czyli miejsce na boisku. Obrona strefowa nie oznacza mniejszego wysiłku, lub mniejszej odpowiedzialności za krycie przeciwnika. Obrona strefowa wymaga większej kondycji fizycznej niż przy obronie „każdy swego”, gdyż wszyscy zawodnicy muszą bardzo szybko powrócić do obrony natychmiast po zakończonej akcji ofensywnej.
Wyróżniamy dwa podstawowe rodzaje „obrony strefowej”:
- obrona strefowa na połowie boiska
- obrona strefowa na całym boisku (tzw. zona press)

### Obrona strefowa na połowie boiska
Obrona strefowa na połowie boiska – jest podstawowym rodzajem obrony strefowej. Zawodnicy obrony ustawiają się na wcześniej wyznaczonych miejscach, które znajdują się tylko na połowie, którą atakuje przeciwnik. Odpowiednikiem tej obrony w obronie "każdy swego" jest obrona od połowy boiska.

### „Zona Press”
Zona press – jest to obrona strefowa na całym boisku. Oznacza to krycie przeciwnika już od samego początku, jednak zmniejsza to liczbę obrońców pod koszem. Odpowiednikiem tej obrony w obronie „każdy swego” jest krycie presingiem.

## Box-and-one
Box-and-one – jeden z typów obrony w koszykówce, który jest hybrydą krycia indywidualnego (każdy gracz obronny jest odpowiedzialny za krycie jednego gracza drugiej drużyny) oraz obrony strefowej (każdy gracz defensywny jest odpowiedzialny za określoną strefę).
W obronie box-and-one czterech graczy rozgrywa obronę strefową i ustawia się w strefie chroniącej kosz. Piąty gracz stosuje natomiast krycie indywidualne, zazwyczaj kryjąc najlepszego gracza ofensywnego w drużynie przeciwnej.